# Neotheronia terebratrix
Neotheronia terebratrix är en stekelart som beskrevs av Krieger 1905. Neotheronia terebratrix ingår i släktet Neotheronia och familjen brokparasitsteklar. Inga underarter finns listade i Catalogue of Life.